# 江津湖
江津湖（えづこ）は、熊本県熊本市東区から中央区にある湖で、上江津湖（かみえづこ）と下江津湖（しもえづこ）にわかれている。上江津湖の一部（東側半分）が中央区扱いとなる。
上江津湖のスイゼンジノリなど貴重な動植物があり、また上流部にはホタルなどもいる。自然だけではなくレジャー施設もあるなど、住宅街に囲まれた緑豊かな場所で、市民の憩いの場ともなっている。工場排水や周辺の宅地化などによって水質悪化が進んでいたが、現在は浄化の取り組みが進められている。

## 概要

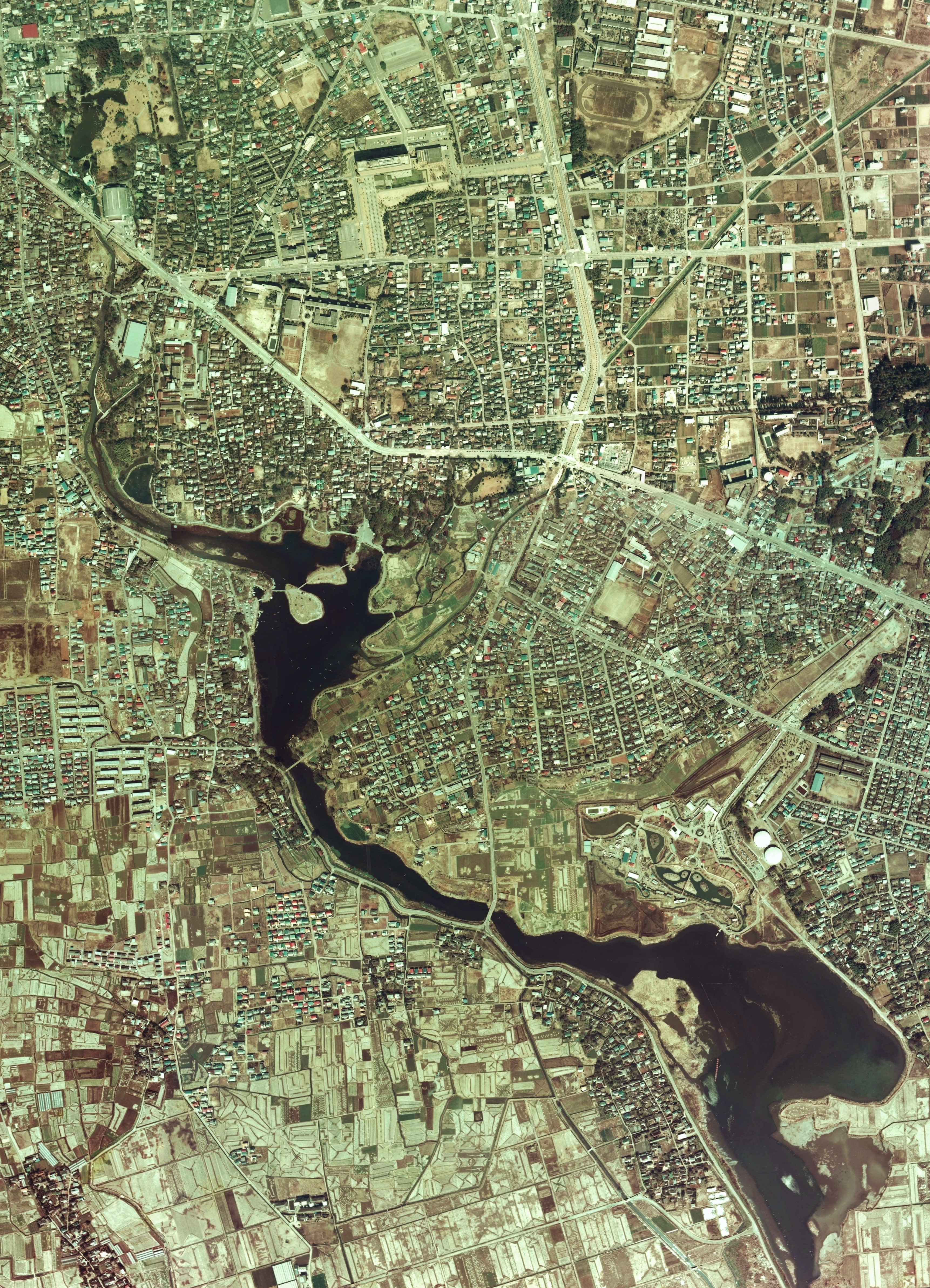
江津湖付近の空中写真。画像左上が水前寺公園。1974年撮影の4枚を合成作成。
。

熊本平野北部にあり熊本市市街地の東部に位置する緑川水系の加勢川によって形成された河川膨張湖である。上江津湖は湧水が豊富であるが、託麻台地・菊池台地・白川・合志川から浸透した地下水によると考えられている。

周辺は湧水の豊富な湿地帯で、古代から人々が住んでいた。下江津湖湖底遺跡（苗代津遺跡）などが現存している。奈良時代には西側に国府が置かれたことなどから乾地化が進み、 慶長年間に加藤清正が江津塘を築いたことにより、塘の東側に湧水が溜まり、江津湖が形成された。
1966年に江津湖周辺部は水前寺江津湖公園として自治体による整備が行われた。
上江津湖には中の島とよばれる小島があり、1号橋から4号橋まで橋が架けられているため、湖の中央で右岸と左岸を行き来することができる。親水空間が整備されている他、貸しボートなども営まれており、市民の憩いの場として親しまれている。また、スイゼンジノリなど貴重な植物がある。
下江津湖の一部は埋め立てられ熊本市動植物園となっている他、南側の広木地区も親水空間として整備されている。
|          | 上江津湖  | 下江津湖  |
| -------- | --------- | --------- |
| 面積     | 約0.12km2 | 約0.35km2 |
| 水深     | -         | 5.0m      |
| 平均水深 | -         | 2.0m      |
| 周囲     | 4.4km     | 5.6km     |

## 自然
水温が年間を通じて19-20℃に保たれていることから、都市の内部にありながら豊富な自然が残されている。

### 水中
水生植物が豊富で、魚類も渓流魚から海産魚まで豊富な種類が生息している。純淡水魚だけでも28種類の生息が確認されている。
- アブラボテ
- アユ
- イチモンジタナゴ
- イトモロコ
- ウキゴリ
- ウグイ
- ウナギ
- オイカワ
- オオクチバス 外来種
- オヤニラミ
- カゼトゲタナゴ
- カダヤシ 外来種
- カネヒラ
- カマツカ
- カムルチー 外来種
- カワヒガイ
- カワムツ
- ギンブナ
- グッピー 外来種
- ゲンゴロウブナ
- コイ
- ジルティラピア 外来種
- スナヤツメ
- セボシタビラ
- タイリクバラタナゴ 外来種
- タカハヤ
- タモロコ
- トウヨシノボリ
- ドジョウ
- ドンコ
- ナマズ
- ニゴイ
- ニッポンバラタナゴ
- ハス
- ボラ
- ムギツク
- メダカ
- モツゴ
- ヤマトシマドジョウ
- ヤリタナゴ
- ヨシノボリ
- ウシガエル 外来種
- トノサマガエル
- ニホンアマガエル
- サワガニ
- アメリカザリガニ 外来種
- シマエビ

### 植物
水温が一定であることから気候の変化がやわらげられ北方系から南方系まで多様な植物がみられる。スイゼンジノリなど貴重な植物も生息している。

### 鳥類
サギ類、カモ類のほか、渡り鳥も多数飛来する。
- アオサギ
- アマサギ
- アメリカヒドリ
- イカル
- イソシギ
- ウグイス
- エナガ
- オオジュリン
- オオバン
- オオヨシキリ
- オカヨシガモ
- オナガガモ
- カイツブリ
- カリガネ
- カルガモ
- カワセミ
- カワラヒワ
- カンムリカイツブリ
- キクイタダキ
- キセキレイ
- キンクロハジロ
- クサシギ
- クロツラヘラサギ
- クロハラアジサシ
- コアジサシ
- コイカル
- ゴイサギ
- コガモ
- コゲラ
- コサギ
- コサメビタキ
- コチドリ
- コムクドリ
- ササゴイ
- シジュウカラ
- シメ
- ジョウビタキ
- シロチドリ
- シロハラ
- セイタカシギ
- セグロセキレイ
- セッカ
- ダイサギ
- タシギ
- ツグミ
- トモエガモ
- ハクセキレイ
- ハシビロガモ
- バン
- ヒクイナ
- ヒドリガモ
- ヒヨドリ
- ヒレンジャク
- ヘラサギ
- マガモ
- マヒワ
- ミサゴ
- ムクドリ
- ムラサキサギ
- メジロ
- モズ
- ヤマガラ
- ユリカモメ
- ヨシガモ
- レンカク

等

## 周辺
周辺は住宅街であるが、文化施設やレジャー施設も存在する。

### 自治体の整備
熊本市民の憩いの場となっていることから、水前寺江津湖公園として水前寺成趣園から下江津湖南端まで至る遊歩道が整備された。また、湖に近づきにくい状態であったため下江津湖左岸が親水空間として整備された。

#### 水前寺江津湖公園管理棟

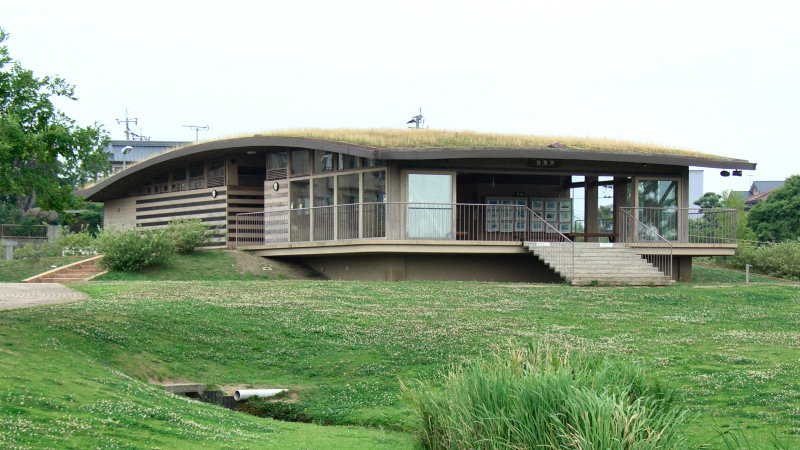
水前寺江津湖公園管理棟

下江津湖の広木地区にある水前寺江津湖公園管理事務所。施設の一部が開放され、休憩所としても機能している。また、周辺環境との調和を考えた意匠になっており、屋上緑化もおこなわれている。くまもとアートポリス参加プロジェクト。
- 設計 - 牛田英作+キャサリン・フィンドレイ
- 竣工 - 1999年
- 建築面積 - 299m2
- 延床面積 - 266m2
- 構造 - 木造
- 規模 - 地上1階

#### 熊本市上江津湖畔トイレ

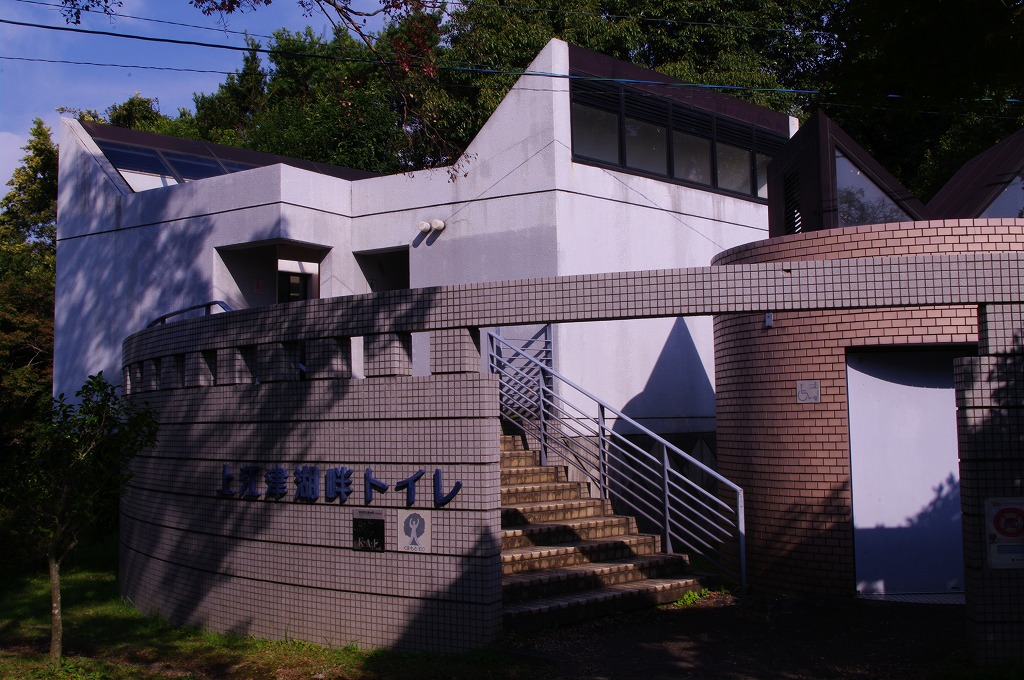
上江津湖畔トイレ

上江津湖左岸にある公衆トイレ。増水対策として床面が上げられているが、入口をテラス状にすることで湖をみわたせるような意匠になっている。くまもとアートポリス参加プロジェクト。
- 設計 - 日田兆
- 竣工 - 1989年
- 敷地面積 - 435m2
- 建築面積 - 46m2
- 延床面積 - 46m2
- 構造 - RC造
- 規模 - 地上1階

### 民間レジャー施設
上江津湖右岸にはレジャー施設があり、民営貸ボート屋などが営まれている。公営の貸ボートは無い。昭和32年頃は14軒の民営貸ボート屋が存在したが、平成24年現在は僅か3軒のみ。

### 周辺施設
- 江津湖ボートコース（漕艇）-下江津湖湖面 1000mのコースである。
  - 熊本学園大学漕艇部
  - 熊本大学体育会ボート部
  - 熊本学園大学付属高等学校漕艇部
- 熊本市動植物園 - 下江津湖左岸72,000m2を埋め立てて開園。水辺動物園。
- 熊本県立図書館 - 上江津湖上流左岸
- 熊本市総合体育館・青年会館 - 上江津湖上流左岸
- 庄口公園

## 交通

### 路面電車
熊本市電神水交差点停留場が上江津湖への最寄りであるが、住宅街の路地を進むため分かりづらい。市立体育館前停留場から川沿いの遊歩道を南側に進むとわかりやすく、熊本県立図書館脇を通り上江津湖へ出ることができる。また、動植物園入口停留場から熊本市動植物園へ向かうと下江津湖へ出ることができる。

### 路線バス
九州産交バスや熊本都市バスをはじめとするバス路線がある。多くは路面電車と同じルートを走っているが、九州産交バスの湖東町バス停・江津一丁目バス停（上江津湖と下江津湖の間、国道57号（熊本東バイパス）上にある）や、熊本バスの江津湖右岸にそって走る路線（熊本桜町バスターミナルと画図橋・烏ヶ江を結んでいる）があり、路線バスでも江津湖の近くにいくことができる。

### 道路
国道57号（熊本東バイパス）が上江津湖と下江津湖の間（江津斉藤橋）を通過する。また県道236号がバイパスから分岐し、熊本市動植物園沿い・画図橋・江津塘上・加勢川沿いに伸び、下江津橋付近で県道103号へ切り替わる。下江津湖南端の左岸側にある広木地区には大型駐車場が設けられている。

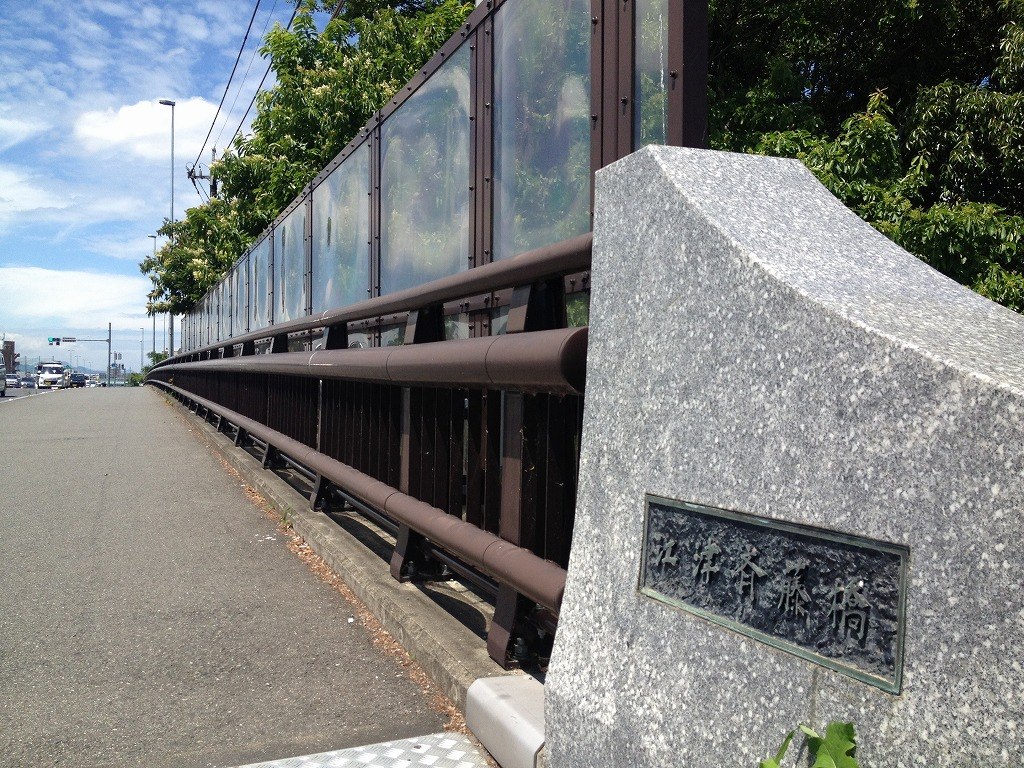
江津斉藤橋
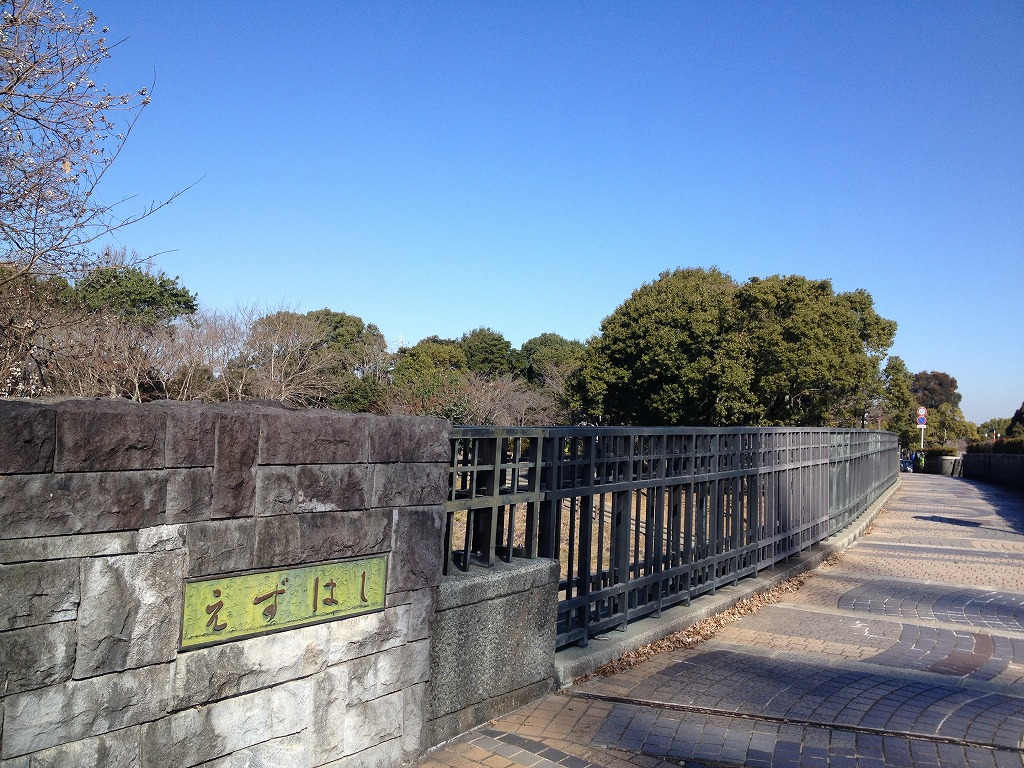
画図橋